# Sant Salvador de Coquells
Sant Salvador de Coquells és una església romànica del segle xi al nord-oest del municipi de Vilanant (Alt Empordà), inclosa en l'Inventari del Patrimoni Arquitectònic de Catalunya.
És a uns 3 km de la població, en un bosc de pins i alzines. L'església resta actualment sense culte. Una mica més enllà hi ha una masia, ara dedicada al turisme rural. L'accés és per la carretera GP1-6021, direcció Avinyonet de Puigventós / Vilanant / Cistella. A 1,5 km de Vilanant cal girar a la dreta, direcció Veïnat de Coquells (pista sense asfaltar). L'antiga església de Sant Salvador, avui sense culte, és prop del camí que porta al mas Genover i al costat del mas Llobet.
És un temple d'una nau amb absis semicircular que presenta elements constructius romànics dels segles X-XI. La volta de l'absis és de quart d'esfera; la de la nau, de la qual es pot veure l'arrencament en els murs laterals, ha estat substituïda per un embigat recent. L'arc triomfal, de mig punt, de dovelles ben tallades, té impostes de secció excorbades i és sostingut per pilastres rectangulars.
La portalada, en el mur meridional de la nau, és adovellada amb un sol arc de mig punt. En aquest mateix mur de la portalada, vora l'extrem oriental, hi ha una finestra de doble esqueixada i arcs de punt rodó monolítics. S'hi han obert algunes finestres modernes que poden haver destruït les antigues. El parament constructiu d'aquesta església és de carreus de pedra calcària mal escairats que sovint, no a per tot, s'afileren.

## Història
El lloc de Coquells (Cocollellos) està documentat per primer cop en un document de l'any 966. Al segle xvi hi hagué un priorat denominat Sant Salvador de Cugullells. A partir del Llibre de Racionaris de la vila de Llers, inèdit, escrit per Gregori Pallisser el 1730, es dedueix que l'església de Sant Salvador de Coquells era una dependència del priorat de Santa Maria de Lladó. En aquesta obra s'esmenta Jaume de Vallgornera com a prior de Coquells el 2 de gener de 1562. Jaume de Vallgornera, que fou prior de Lladó el 1564 i el 1565, procedia de la família senyorial del castell de Palau-surroca, a Terrades, molt pròxim a Coquells.
La primera referència coneguda del temple és de l'any 1294 en què el prior de Sant Salvador de Coquells va vendre a Bernat Cruquella una casa a la cellera de Vilanant.
L'any 1327 el Bisbe de Girona confirmà Berenguer Barber, clergue de la capella, com a titular del benefici de la capella.
Posteriorment va esdevenir un simple capella rural i després es va fer servir com a magatzem.